# Heliococcus
Heliococcus är ett släkte av insekter som beskrevs av Šulc 1912. Heliococcus ingår i familjen ullsköldlöss.

## Dottertaxa tillHeliococcus, i alfabetisk ordning[1][2]
- Heliococcus acirculus
- Heliococcus adenostomae
- Heliococcus ardisiae
- Heliococcus artemisiae
- Heliococcus atraphaxidis
- Heliococcus atriplicis
- Heliococcus bambusae
- Heliococcus baotoui
- Heliococcus bohemicus
- Heliococcus brincki
- Heliococcus caucasicus
- Heliococcus chodzhentica
- Heliococcus cinereus
- Heliococcus clemente
- Heliococcus corralesi
- Heliococcus danzigae
- Heliococcus deserticola
- Heliococcus destructor
- Heliococcus dissimilis
- Heliococcus dorsiporosus
- Heliococcus etubularis
- Heliococcus glacialis
- Heliococcus glycinicola
- Heliococcus halocnemi
- Heliococcus herbaceus
- Heliococcus hissaricus
- Heliococcus inconspicuus
- Heliococcus insignis
- Heliococcus kehejanae
- Heliococcus kirgisicus
- Heliococcus kurilensis
- Heliococcus lishanensis
- Heliococcus marginalis
- Heliococcus maritimus
- Heliococcus medicagicola
- Heliococcus medvedevi
- Heliococcus minutus
- Heliococcus montanus
- Heliococcus myopori
- Heliococcus nivearum
- Heliococcus oligadenatus
- Heliococcus osborni
- Heliococcus pamirensis
- Heliococcus pavlovskii
- Heliococcus phaseoli
- Heliococcus quadriglandularis
- Heliococcus radicicola
- Heliococcus salviae
- Heliococcus saxatilis
- Heliococcus schmelevi
- Heliococcus scutellariae
- Heliococcus singularis
- Heliococcus slavonicus
- Heliococcus stachyos
- Heliococcus sulcii
- Heliococcus summervillei
- Heliococcus szetshuanensis
- Heliococcus takae
- Heliococcus takahashii
- Heliococcus tesquorum
- Heliococcus tokyoensis
- Heliococcus varioporus
- Heliococcus wheeleri
- Heliococcus xerophilus
- Heliococcus ziziphi